# Ямайка на зимових Олімпійських іграх 2022
Ямайка взяла участь у зимових Олімпійських іграх 2022, що тривали з 4 до 20 лютого в Пекіні (Китай).
Збірна Ямайки складалася з семи спортсменів (шести чоловіків і однієї жінки), що змагалися у двох видах спорту. Бенджамін Александер і Джасмін Фенталор-Вікторіан несли прапор своєї країни на церемонії відкриття. А нести прапор на церемонії закриття доручили бобслеїстові Роналдо Ріду.

## Спортсмени
Кількість спортсменів, що взяли участь в Іграх, за видами спорту.
| Вид спорту          | Чоловіки | Жінки | Загалом |
| ------------------- | -------- | ----- | ------- |
| Гірськолижний спорт | 1        | 0     | 1       |
| Бобслей             | 4        | 1     | 5       |
| Загалом             | 5        | 1     | 6       |

## Гірськолижний спорт
Від Ямайки на Ігри кваліфікувався один гірськолижник, Бенджамін Александер, що відповідав базовому кваліфікаційному критерію.
| Спортсмен            | Дисципліна                    | 1-й спуск | 1-й спуск | 2-й спуск | 2-й спуск | Сума    | Сума  |
| Спортсмен            | Дисципліна                    | Час       | Місце     | Час       | Місце     | Час     | Місце |
| -------------------- | ----------------------------- | --------- | --------- | --------- | --------- | ------- | ----- |
| Бенджамін Александер | Гігантський слалом (чоловіки) | 1:37.94   | 54        | 1:40.58   | 46        | 3:18.52 | 46    |

## Бобслей
Від Ямайки на Ігри кваліфікувалися три боби (двійки-чоловіки, четвірки-чоловіки в монобоб-жінки). Таким чином Ямайка здобула шість квотних місць (п'ять чоловіків і одна жінка). Екіпаж четвірок-чоловіків кваліфікувався уперше від часу Нагано-1998.
| Спортсмени                                           | Дисципліна          | 1-й заїзд | 1-й заїзд | 2-й заїзд | 2-й заїзд | 3-й заїзд | 3-й заїзд | 4-й заїзд    | 4-й заїзд    | Сума    | Сума  |
| Спортсмени                                           | Дисципліна          | Час       | Місце     | Час       | Місце     | Час       | Місце     | Час          | Місце        | Час     | Місце |
| ---------------------------------------------------- | ------------------- | --------- | --------- | --------- | --------- | --------- | --------- | ------------ | ------------ | ------- | ----- |
| Шанвейн Стівенс* Німрой Терґотт                      | Двійки (чоловіки)   | 1:01.23   | 30        | 1:01.35   | 28        | 1:01.54   | 30        | Не потрапили | Не потрапили | 3:04.12 | 30    |
| Шанвейн Стівенс* Ешлі Вотсон Роландо Рід Метью Векпе | Четвірки (чоловіки) | 1:00.80   | 28        | 1:01.39   | 28        | 1:01.23   | 28        | Не потрапили | Не потрапили | 3:03.42 | 28    |
| Джасмін Фенталор-Вікторіан                           | Монобоб (жінки)     | 1:06.63   | 19        | 1:07.38   | 19        | 1:06.92   | 19        | 1:07.63      | 20           | 4:28.56 | 19    |

* – Позначає пілота кожного боба